# Tân La Thống nhất
Tân La hay hậu Tân La thống nhất là một nhà nước tồn tại trong thời gian từ năm 668 đến năm 935 tại Tân La nói riêng và bán đảo Triều Tiên nói chung.

## Thống nhất
Sau khi cùng với Tân La tiêu diệt Cao Câu Ly vào năm 668, nhà Đường đã thành lập tại bán đảo Triều Tiên một chính quyền cai trị, gọi là An Đông đô hộ phủ, chia thành nhiều châu, quận. Như thế, thay vì việc trả lại chính quyền cho người dân Triều Tiên, nhà Đường đã ngang nhiên chiếm đóng Triều Tiên, khiến nhân dân Triều Tiên nổi dậy phản kháng. Tân La cùng với các nhóm nghĩa quân cùng đánh đuổi kẻ xâm lược, đến năm 676, nhà Đường phải rút lui, dời An Đông đô hộ phủ từ Bình Nhưỡng về Liêu Đông. Tân La hầu như thống nhất bán đảo Triều Tiên, phía Bắc tới Bình Nhưỡng, giáp với phía Bắc là Vương quốc Bột Hải.
Tân La Thống nhất đóng đô ở Khánh Châu (Gyeongju), đã thi hành một số chính sách nhằm khôi phục và phát triển kinh tế sau một thời gian dài chiến tranh và chia cắt.

### Kinh tế
Nhà nước thực hiện tập trung toàn bộ ruộng đất vào tay mình, từ đó ban cấp cho quý tộc, công thần và chùa chiền Phật giáo. Tiếp đó, năm 722 nhà nước thi hành chế độ đinh điền chia ruộng đất cho nông dân cày cấy để thu tô, dung, điệu.
Tân La Thống nhất mở rộng quan hệ buôn bán với Trung Quốc và Nhật Bản, và cũng có quan hệ với một số thương nhân Ả Rập từ Trung Quốc đến buôn bán.
Kết cấu giai cấp trong xã hội chia thành phong kiến và nông dân cày ruộng đất công, ngoài ra còn có tầng lớp "tiện dân".

### Văn hoá
Văn hóa Triều Tiên thời kì này đã chịu ảnh hưởng sâu sắc từ văn hóa Trung Quốc (chữ Hán, Nho giáo, Phật giáo) đã du nhập vào Triều Tiên từ thời Tam quốc Triều Tiên, chữ Hán cũng là văn tự chính thức của Tân La Thống nhất.

## Suy sụp
Sang thế kỉ thứ 9, tình hình Tân La trở nên rối loạn, ruộng đất nhà nước ban cấp cho quý tộc làm thực ấp và lộc ấp đã biến thành ruộng tư, nạn chiếm ruộng đất trở nên trầm trọng, nông dân bị mất ruộng đất, nguồn thuế khóa giảm sút, thế lực nhà nước tập quyền suy yếu. Đồng thời, thế lực địa chủ phong kiến địa phương ngày càng mạnh lên.
Nội bộ giai cấp thống trị cũng ngày càng trở lên mâu thuẫn, trong khoảng 70 năm, từ cuối thế kỉ thứ 8 sang đầu thế kỉ thứ 9, đã có 13 cuộc chính biến, tranh giành ngôi vua. Số lượng các cuộc nổi dậy của nhân dân lao động ngày càng nhiều, một số nhân vật trong giai cấp phong kiến cũng nổi dậy chống lại triều đình.

### Hậu Cao Câu Ly
Năm 891, Lương Cát nổi dậy ở Bắc Nguyên, cùng lúc đó, một nhà sư tên Cung Duệ cũng nổi dậy và sau đó tham gia vào lực lượng khởi nghĩa của Lương Cát. Năm 897, Cung Duệ giết Lương Cát, cướp quyền lãnh đạo. Năm 901, Cung Duệ lên làm vua, lập nước Thái Phong ở đất Cao Câu Ly, được gọi là Hậu Cao Câu Ly.

### Hậu Bách Tế
Năm 892, một viên tướng được triều đình giao nhiệm vụ trấn giữ miền ven biển Tây Nam tên là Chân Huyên khởi binh ở Vũ Trân Châu (Gwangju ngày nay). Năm 900, sau khi chiếm được một số khu vực của Bách Tế cũ, Chân Huyên thành lập nước Hậu Bách Tế ở phía nam bán đảo Triều Tiên.

## Tan rã
Lúc này nước Tân La chỉ còn giữ lại được một số vùng ở Đông Nam bán đảo Triều Tiên, Triều Tiên lại trở lại thế cục 3 nước là Tân La, Ma Chấn và Hậu Bách Tế, gọi là thời Hậu Tam Quốc.
Năm 918, Vương Kiến lật đổ Cung Duệ, đổi tên nước là Cao Ly. Năm 935, Tân La thần phục Cao Ly, tiếp đó 936, Cao Ly diệt Hậu Bách Tế. Từ đây, Triều Tiên bước sang thời kì vương triều Cao Ly.

## Hình ảnh

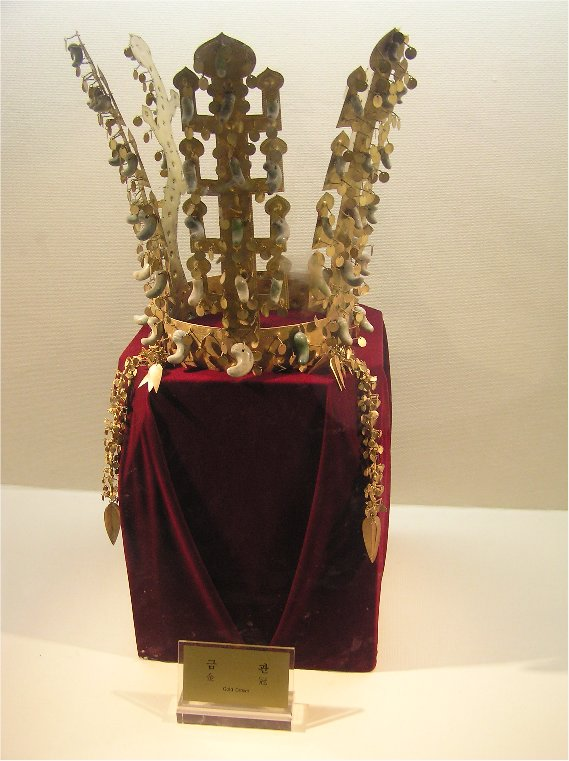
Mũ miện Tân La
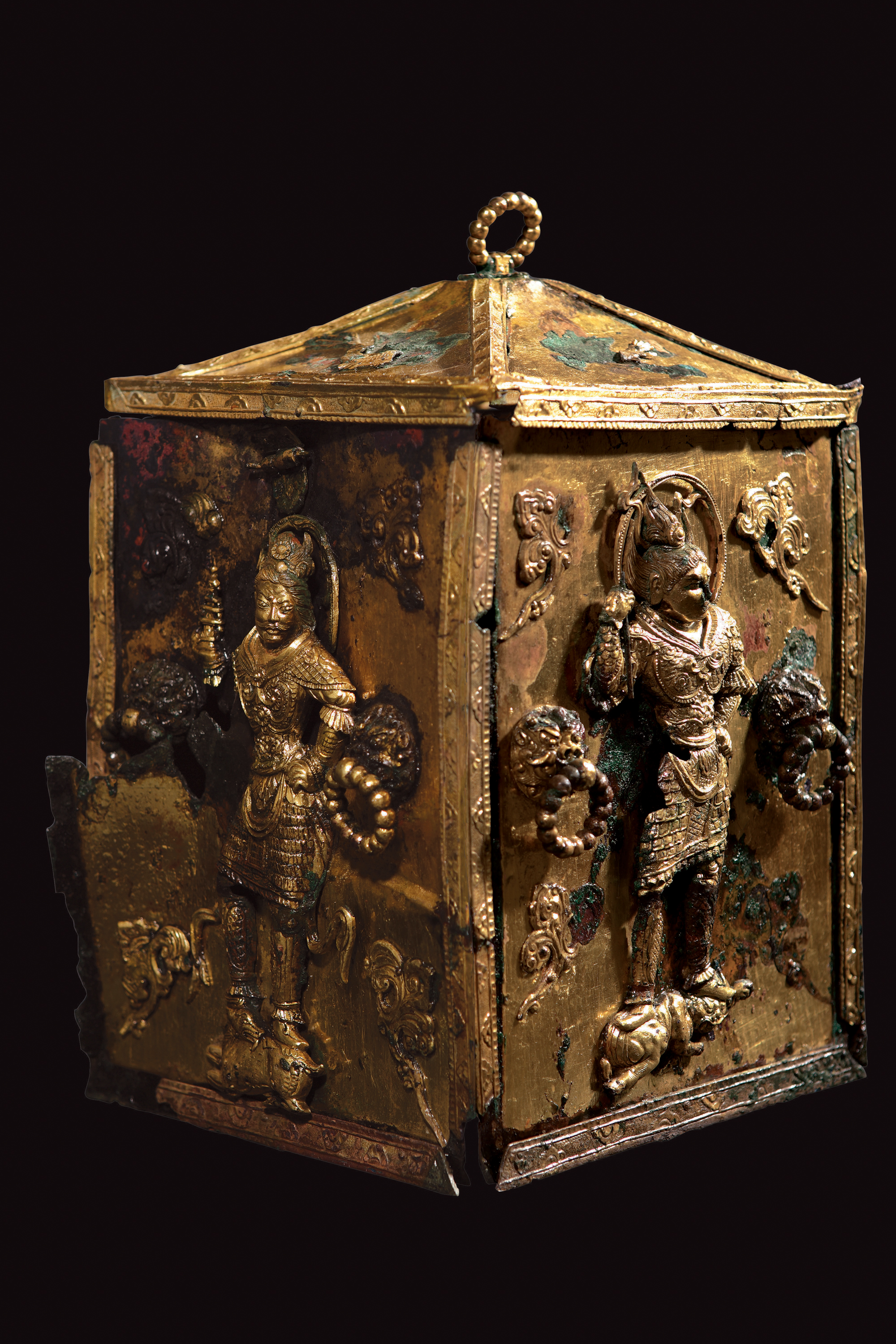
Hòm thiêng từ thế kỉ thứ 7
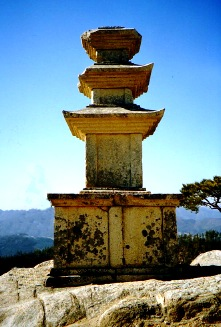
Chùa đá ở Núi Namsan gần Gyeongju
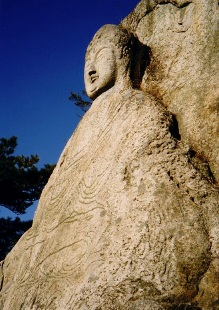
Tượng Phật tạc trên đá ở Gyeongju
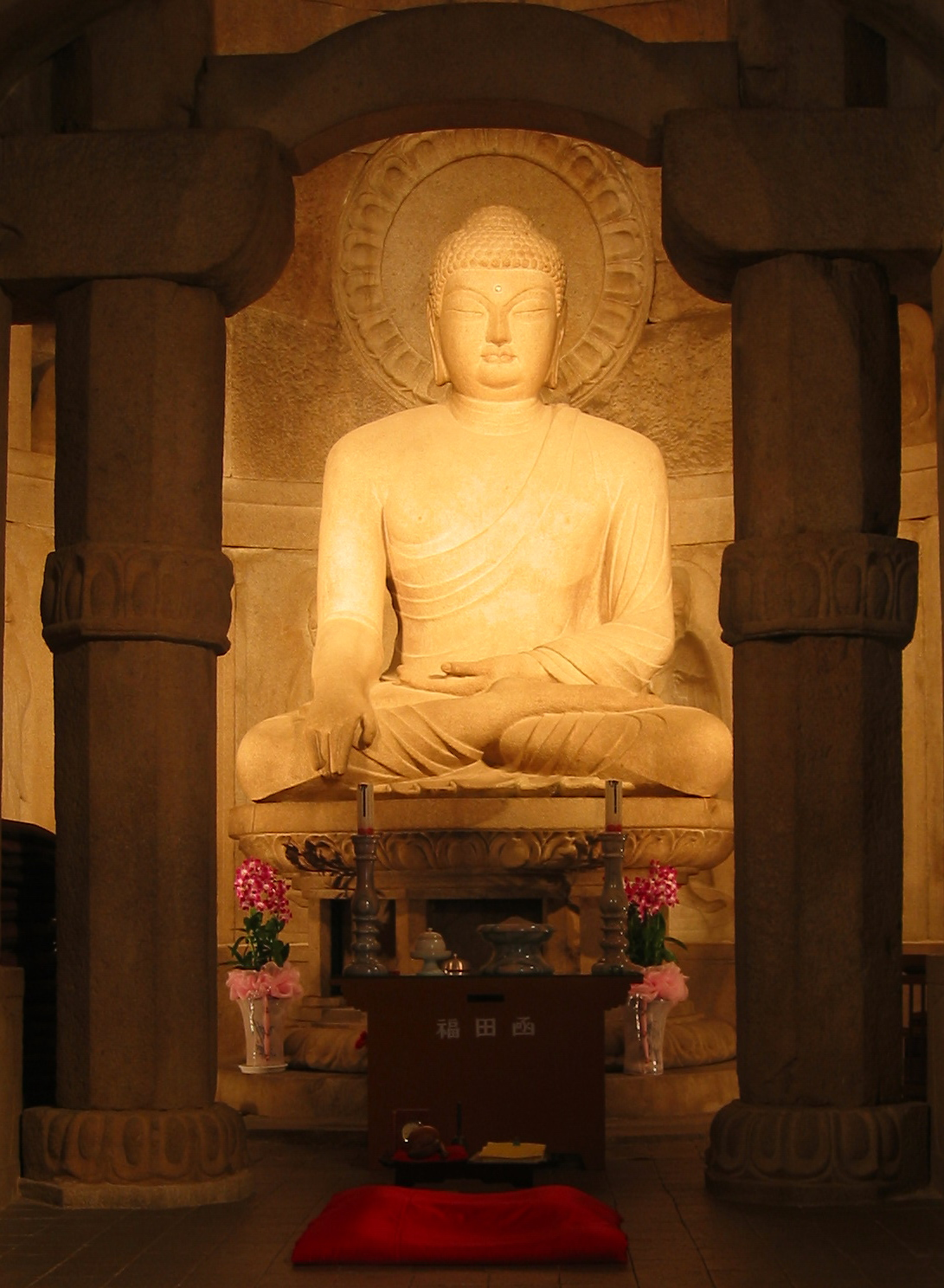
Seokguram